# Màrievka (Baixkíria)
|  | Per a altres significats, vegeu «Màrievka». |

Màrievka (en rus: Марьевка) és un poble de Baixkíria, a Rússia, que en el cens del 2010 tenia 245 habitants. Pertany al districte de Iermolàievo.